# Pyromania
| Recensione       | Giudizio |
| ---------------- | -------- |
| AllMusic         |          |
| Robert Christgau | C        |
| Rolling Stone    |          |
| Sputnikmusic     |          |
| Trash Hits       |          |

Pyromania è il terzo album in studio del gruppo musicale britannico Def Leppard, pubblicato il 20 gennaio 1983 dalla Mercury Records.
Prodotto da Robert John "Mutt" Lange, è il primo album del gruppo registrato con il chitarrista Phil Collen. Raggiunse la seconda posizione della Billboard 200 negli Stati Uniti d'America e la diciottesima della Official Albums Chart nel Regno Unito. È stato il primo grande successo del gruppo, vendendo oltre 10 milioni di copie nei soli Stati Uniti.
L'album è presente nella classifica di Rolling Stone dei 500 migliori album di tutti i tempi, alla posizione numero 384.

## Storia
Pyromania fu in parte registrato con il chitarrista originale dei Def Leppard, Pete Willis, che appare infatti come autore in buone parte dei brani dell'album. A metà delle sessioni di registrazione, Willis fu licenziato dal gruppo stesso per abuso eccessivo di alcol e sostituito da Phil Collen, che contribuì a incidere assoli di chitarra e altre parti che non erano ancora state registrate da Willis. Il primo contributo di Collen fu l'assolo della terza traccia del disco, Stagefright. Nel libretto dell'album vengono accreditati sia Collen che WIllis, ma in realtà quest'ultimo aveva già lasciato i Def Leppard.
Il gruppo, reduce dal successo ottenuto dal video di Bringin' On the Heartbreak, si era più che mai reso conto dell'importanza del mezzo televisivo al fine di ottenere popolarità e visibilità verso il grande pubblico. Furono soprattutto la pesante esposizione su MTV e la realizzazione di tre videoclip particolarmente azzeccati, infatti, a contribuire all'enorme successo di Pyromania. Non solo, l'album rappresentò anche, grazie ai suoi ganci melodici, il catalizzatore del fenomeno hair metal che si apprestava di lì a poco a dominare gran parte della scena musicale degli anni ottanta. Tre singoli estratti, Photograph, Rock of Ages e Foolin', riuscirono a entrare nella top 40 della Billboard Hot 100 negli Stati Uniti d'America.
L'8 giugno 2009 è stata pubblicata un'edizione deluxe dell'album, con una versione rimasterizzata in digitale dell'album, oltre a un CD bonus live. Il completo e inedito concerto era stato originariamente trasmesso dalla radio FM. Il CD bonus live, registrato l'11 settembre 1983 presso il L.A. Forum, è stato poi fortemente editato in studio.

## Tracce
1. Rock! Rock! (Till You Drop) – 3:55 (Steve Clark, Rick Savage, Mutt Lange, Joe Elliott)
2. Photograph – 4:08 (Clark, Pete Willis, Savage, Lange, Elliott)
3. Stagefright – 3:45 (Savage, Elliott, Lange)
4. Too Late for Love – 4:27 (Clark, Lange, Willis, Savage, Elliott)
5. Die Hard the Hunter – 6:16 (Lange, Clark, Savage, Elliott)
6. Foolin' – 4:34 (Clark, Lange, Elliott)
7. Rock of Ages – 4:08 (Clark, Lange, Elliott)
8. Comin' Under Fire – 4:14 (Lange, Clark, Willis, Elliott)
9. Action! Not Words – 3:49 (Lange, Clark, Elliott)
10. Billy's Got a Gun – 5:57 (Clark, Savage, Willis, Elliott, Lange)

### CD bonus dell'edizione deluxe
Live - L.A. Forum, 1983
1. Rock! Rock! (Till You Drop)
2. Rock Brigade
3. High 'n' Dry (Saturday Night)
4. Another Hit and Run
5. Billy's Got a Gun
6. Mirror Mirror (Look into My Eyes)
7. Foolin'
8. Photograph
9. Rock of Ages
10. Bringin' On the Heartbreak
11. Switch 625
12. Let It Go
13. Wasted
14. Stagefright
15. Travellin' Band (with Brian May)

## Formazione
Gruppo
- Joe Elliott – voce
- Steve Clark – chitarra solista, chitarra ritmica (tracce 1, 3, 6 e 7)
- Pete Willis – chitarra ritmica
- Phil Collen – chitarra ritmica, chitarra solista (tracce 1, 3, 6 e 7)
- Rick Savage – basso
- Rick Allen – batteria

Altri musicisti
- Booker T. Boffin – tastiera
- John Kongos – programmatore Fairlight CMI

Produzione
- Robert John "Mutt" Lange – produzione
- Mike Shipley – ingegneria del suono
- Brian "Chuck" New – assistenza tecnica (Battery Studios)
- Craig "Too Loud for Boys" Thomson – assistenza tecnica (Park Gate Studios)
- Andie Airfix – copertina

## Classifiche

### Classifiche settimanali
| Classifica (1983) | Posizione massima |
| ----------------- | ----------------- |
| Australia         | 70                |
| Canada            | 4                 |
| Finlandia         | 30                |
| Nuova Zelanda     | 26                |
| Regno Unito       | 18                |
| Stati Uniti       | 2                 |
| Svezia            | 23                |

### Classifiche di fine anno
| Classifica (1983) | Posizione |
| ----------------- | --------- |
| Canada            | 5         |
| Stati Uniti       | 8         |
| Classifica (1984) | Posizione |
| Canada            | 65        |
| Stati Uniti       | 31        |